# 藤田弘基
藤田 弘基（ふじた ひろき、1939年8月14日 - 2012年9月21日）は、日本の写真家。東京都新宿区生まれ。
1966年から、チベット・ネパール・インド・パキスタンにまたがるヒマラヤ山脈の自然と文化、チベット仏教美術を撮り続けた。特にダライ・ラマ法王の取材撮影を多く行った。
2001年、デジタルハイビジョン特集とNHKスペシャル『星明かりの秘境カラコルム-山岳写真家藤田弘基の世界』が放映された。
妻は童話作家の茂市久美子。

## 作品常設展示
2006年岩手県宮古市にある新里生涯学習センター「玄翁館」に藤田弘基写真展示ホールがオープン。国内外で使用した登山用具、写真機材や今まで発刊した写真集が展示されている。

## 作品集
鉄道写真集
- SL B全版マニアック（光陽社出版部 1974年）
- 栄光の蒸気機関車（ホーチキ出版 1976年）
- 日本の蒸気機関車（光陽社出版部 1976年）
- 蒸気機関車（ぎょうせい 1984年）
- 蒸気機関車百景　昭和を駆け抜けた栄光のSL（平凡社 2013年）

美術写真集
- 密教-チベット仏教の世界（ぎょうせい 1983年）
- チベット仏教美術（白水社 1984年）
- チベットの秘宝（ぎょうせい 1984年）
- ヒマラヤの小チベット（ぎょうせい 1988年）
- ガンダーラの遺宝（ぎょうせい 1996年）
- 藤田弘基アーカイブス　仏教美術遺作写真データベース（田中公明編、渡辺出版 2020年）- 遺著

山岳写真集
- アンナプルナ山群（グラフ社 1979年）
- エベレスト（グラフ社 1979年）
- ランタン山群（グラフ社 1980年）
- ロールワリン山群（グラフ社 1980年）
- ザ・ヒマラヤ-ネパールヒマラヤの高峰（ぎょうせい 1980年）
- ザ・アルプス-ヨーロッパアルプスの高峰（ぎょうせい 1986年）
- ヒマラヤ・ダイジェスト版（ぎょうせい 1987年）
- ザ・カラコルム-パキスタンの高峰（ぎょうせい 1990年）
- ヒマラヤ極地-カラコルム発（講談社 1992年）
- 藤田弘基のカラコルムヒマラヤ（東京新聞出版局 1993年）
- パノラマアルプス（恒文社 1995年）
- ヒマラヤ名峰事典（共編著）（平凡社 1996年）、写真で参加
- ヒマラヤ満天星（平凡社 1998年）
- 星明かりの秘境カラコルム（平凡社 2001年）
- ヒマラヤ百高峰（平凡社 2006年）
- カラコルムヒマラヤ大星夜（誠文堂新光社 2012年）

紀行写真集
- カシミール（ぎょうせい 1988年）
- インドの旅（ぎょうせい 1988年）
- 仏陀の大地（ぎょうせい 1988年）
- 素顔のダライ・ラマ14世（ぎょうせい 1989年）

高山植物写真集
- ヒマラヤの花（白水社 1982年）
- ブルーポピー ヒマラヤを彩る幻の青（講談社 1995年 共著：茂市久美子）
- エベレスト花街道を行く（講談社 1997年）
- エベレスト花の道（平凡社 2003年）
- グレートヒマラヤ花図巻（講談社 2009年）

CD-ROM
- ヒマラヤ100名峰（日本コダック）
- カラコルム100名峰（日本コダック）
- アルプスの名峰（日本コダック）

カレンダー
- 昭和の蒸気機関車（平凡社 2009年）
- 栄光の蒸気機関車（平凡社 2010年）
- 栄光の蒸気機関車（平凡社 2011年）
- 栄光の蒸気機関車（平凡社 2012年）